# Aeroportul Angel Fire
Aeroportul Angel Fire (IATA: AXX, ICAO: KAXX, FAA LID: AXX) este un aeroport din Comitatul Colfax, New Mexico, New Mexico, Statele Unite ale Americii. Aeroportul a fost tranzitat în 2019 de 6 pasageri.
Situat la o altitudine de 2.554,0716 m, aeroportul dispune de 1 pistă.

## Infrastructură

### Piste
Aeroportul dispune de o singură pistă. Pista 17/35 are suprafața de asfalt și dimensiunile 8.900 picioare × 100 picioare. 